# 근암서원
근암서원(鶴南書院)은 대한민국 경상북도 문경시에 위치한 조선 시대의 서원이다. 1544년에 창건되었으며, 홍언충(洪彦忠), 김홍민(金弘敏), 이덕형(李德馨), 이구(李 榘), 홍여하(洪汝河), 이만부(李萬敷), 권상일(權相一)을 제향하고 있다.